# RoboForm
RoboForm（ロボフォーム）はウェブ上でのフォーム記入が可能なパスワードマネージャソフトウェア。このソフトウェアはWindows、macOS、Android、 iOS、Linuxの各OS上で利用可能で、インターネットエクスプローラ、ファイヤフォックス、クローム、Microsoft エッジ、サファリ、オペラなど主要なブラウザにおいて拡張機能として動作し。 ロボフォームの主要な機能はログインデータやその他の情報を保存し、必要に応じてウェブサイトの記入欄に記入すること。

## 概要
ロボフォームは1999年にSiber Systems社（米国バージニア州フェアファックス）によりリリースされました。
ロボフォームが管理するパスワードやその他のデータはPBKDF2付きのAES256暗号化方式を用いて暗号化されます。データを復号するためにはユーザが設定したマスターパスワードが必要となります。また暗号化と復号はつねにデバイスレベルで行われます。データはローカル、クラウドの両方に対応しています。
ソフトウェアは個人向けライセンス、家族向けライセンス、ビジネス向けラインセンスのいずれかでライセンスされます。個人ユーザであれば無料サービスとしてロボフォームを利用することも可能ですが、デバイス間の同期、クラウドバックアップ、ウェブアクセスなどのサービスを受けるためには有料ライセンスが必要です。家族向けライセンスは5人分のアカウントまで利用可能、ビジネス向けライセンスでは集中管理機能など企業や組織で必要となる機能が提供されます。ライセンス期間は1年、3年、5年があります。

## 機能
- マルチプラットフォームサポート
- ログイン数無制限
- 唯一のマスターパスワード
- AES256 暗号化
- 自動ログインとフォーム記入
- マスワード生成
- ログイン情報のインポートエクスポート
- 緊急アクセス
- 安全な共有
- 集中管理機能

## 評価
PC Magazine は2017年4月にロボフォームを星3.5と評価した。